# Anisostagma
Anisostagma es un género de hongos perteneciente a la familia Halosphaeriaceae. Es un género monotípico, que contiene la única especie Anisostagma rotundatum.